# Reynel Rodríguez Muñoz
Reynel Rodríguez Muñoz (Ciudad Altamirano, Guerrero; 7 de enero de 1972) es un abogado y político mexicano. Fue Diputado Federal por el Distrito 1 de Guerrero, desde el 1 de septiembre de 2021 hasta el 31 de agosto de 2024. Anteriormente desempeñó el cargo de Presidente Municipal de Pungarabato.

## Biografía
Nació el 7 de enero de 1972 en Ciudad Altamirano, Guerrero. Actualmente está casado con Brenda Nuñez Peñaloza, con quien tiene dos hijos. Es licenciado en Derecho, egresado de la Universidad Mexicana de Educación a Distancia y candidato a maestro en administración pública por el Instituto Nacional de Administración Pública.

## Vida política
Durante su carrera política se ha desempeñado dos veces como presidente municipal de Pungarabato, Guerrero. También se desempeñó como presidente del Comité Directivo Municipal del PRI en Pungarabato; ocupó el cargo de diputado federal por el Distrito electoral federal 1 de Guerrero.